# 다비드 당제
피에르장 다비드 당제(프랑스어: Pierre-Jean David d'Angers, 1789년 3월 12일 ~ 1856년 1월 4일)는 프랑스의 조각가이다. 19세기 초 프랑스 조각 예술의 주류였던 신고전주의 양식을 반대했다. 당대의 많은 유명인사들이 다비드에게 흉상이나 메달 제작을 의뢰했는데 앙제에 있는 다비드 박물관은 원작 또는 모조품으로 된 그의 작품을 거의 완벽하게 수집해 놓았다.